# Campanus-Bogen

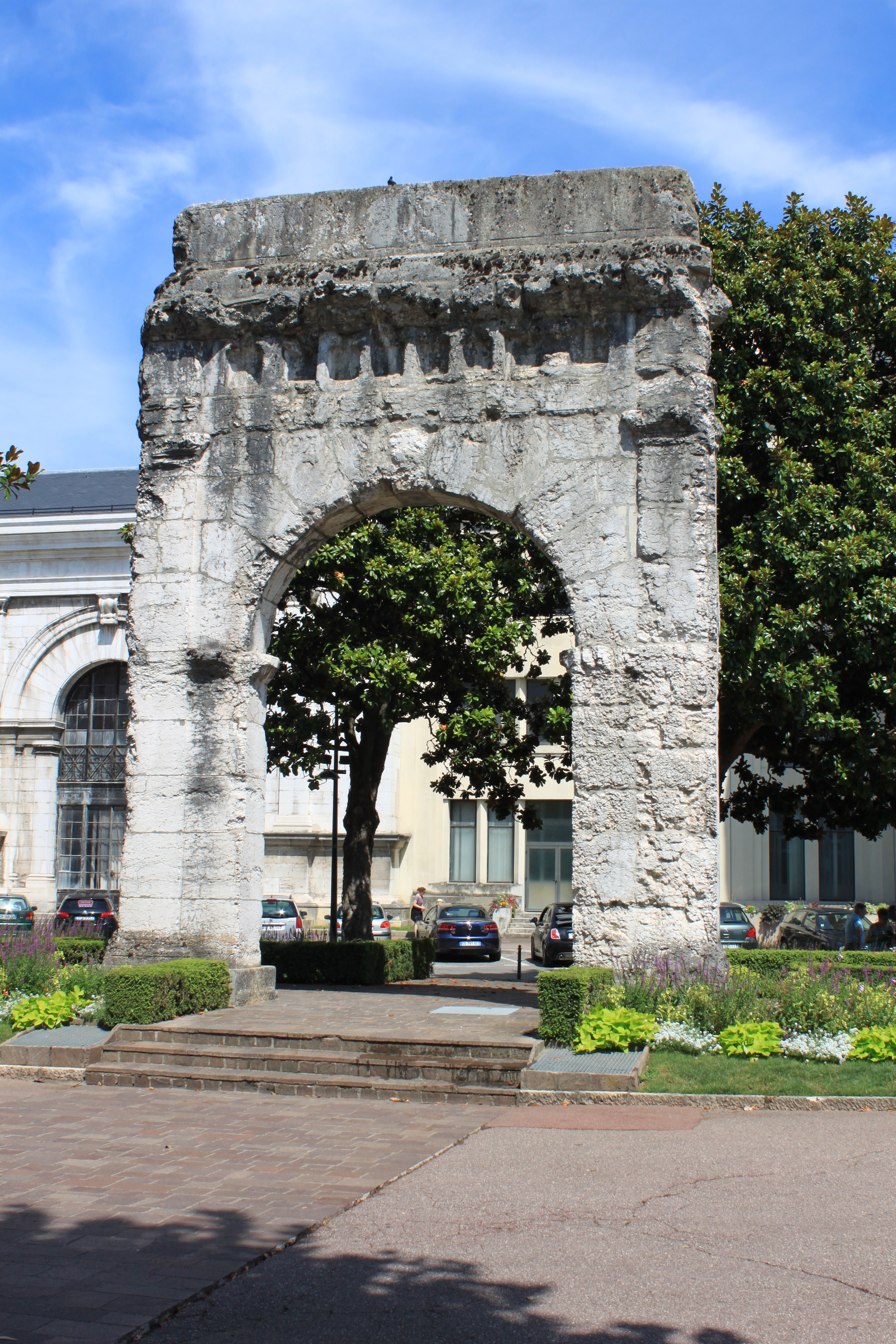
Campanus-Bogen in Aix-les-Bains, dahinter die Therme.

Der Campanus-Bogen ist ein römisches Bogenmonument in Aix-les-Bains. Der Bogen wurde wahrscheinlich im 2. Jahrhundert von Lucius Pompeius Campanus errichtet und trägt fünfzehn Inschriften zu Ehren seiner Familie. Er liegt zwischen einem Tempel der Göttin Diana und der größten Therme des Orts, auf Höhe der Mittelachse der Therme. Sein Zweck ist bis heute nicht zweifelsfrei geklärt.

## Beschreibung
Der Bogen ist 9,15 Meter hoch und 7,10 Meter breit, mit nur 75 Zentimeter Tiefe aber außerordentlich dünn. Das Tor ist 6 Meter hoch und 3,50 Meter breit, wird von zwei Pilastern eingerahmt und schließt oben halbrund ab. Darüber befindet sich ein imitiertes Gebälk mit acht flachen Nischen auf der Westseite, unter welchen sich jeweils eine Inschrift an einen Verwandten des Campanus befindet. Eine Attika mit weiteren sechs Inschriften auf der Westseite schließt den Bogen nach oben ab. Die Stifterinschrift L. Pompeius Campanus / vivus fecit („Lucius Pompeius Campanus erbaute dies zu Lebzeiten“) ist auf beiden Seiten des Bogenzwickels eingraviert. Die Ostseite ist undekoriert.
Der Bogen wurde aus einfachem Kalkstein aus der Region erbaut. Die Quader waren glattpoliert und sind derart präzise geschnitten und gesetzt, dass die Fugen teilweise kaum zu erkennen sind. Beim Bau wurden weder Mörtel noch Zement verwendet.

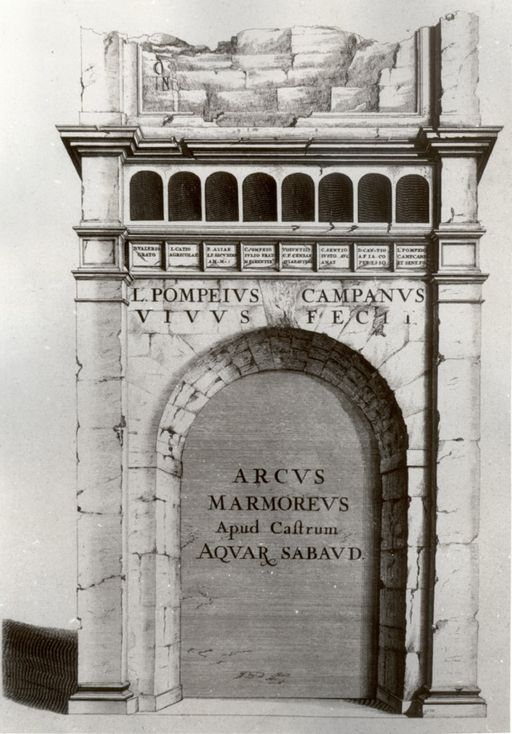
Skizze des Bogens mit hervorgehobener Inschrift aus Theatrum Sabaudiæ et Pedemontii von 1700

## Geschichte
Der Campanus-Bogen wurde wahrscheinlich in der ersten Hälfte des 2. Jahrhunderts errichtet. Über seine weitere Verwendung in der Antike und dem Mittelalter ist nichts dokumentiert.
Die früheste schriftliche Erwähnung stammt von Aymar du Rivail, der Aix-les-Bains 1535 besuchte. Zu diesem Zeitpunkt bildete der Bogen den Zugang zu einem Gerichtsgebäude oder -Hof. Laut Samuel Guichenons Histoire généalogique de la royale Maison de Savoie diente der Bogen um 1660 als Tor eines markgräflichen Stalls. 1823 sollte der Bogen abgerissen werden, um Platz für Neubauten zu machen, was jedoch vom Provinzgouverneur untersagt wurde.
1827 wurde der Bogen im Rahmen einer Ausgrabung unter General Mouxy de Loche erstmals wieder komplett freigelegt. 1890 wurde er zum historischen Denkmal erklärt.

## Interpretation

### Frühe Deutung: Grabbogen
Ursprünglich hielt man den Campanus-Bogen aufgrund der Inschriften und Nischen für ein Grabdenkmal aus der Zeit des Prinzipats des Augustus. Vereinzelt wurde auch spekuliert, es handle sich um einen Triumphbogen anlässlich eines Siegs über die Allobroger, der später umgenutzt wurde. Die neuere Forschung verwirft diese Annahmen jedoch aus praktischen und grundlegenden Überlegungen.
Zum einen sind die Nischen mit sechs bis sieben Zentimeter Tiefe deutlich zu schmal, um dort Urnen zu platzieren. Auch sind nur vier der Nischen eben. Der Untergrund der anderen vier ist zu stark geneigt, als dass Urnen dort sicher stehen könnten. Die für Grabbüsten oder Kupferurnen notwendigen Befestigungspunkte fehlen jedoch auch. Des Weiteren ist der Bogen über 300 Meter von der örtlichen Nekropole entfernt und nicht auf diese ausgerichtet. Die Position zwischen Therme und Tempel macht es sehr wahrscheinlich, dass der Bogen sich in der Siedlung oder zumindest an deren Rand befand. Hier wären Grabstätten nach römischer Religion zu dieser Zeit jedoch nicht gestattet gewesen. Auch fehlen jegliche für Grabmale typische Inschriften.

### Moderne Hypothese: Tor zur Therme
Stattdessen wird mittlerweile davon ausgegangen, dass Tempel, Torbogen und Therme während des 2. Jahrhunderts als Ensemble errichtet bzw. renoviert wurden. Der Diana-Tempel ist ein Neubau am Standort einer älteren Anlage. Die Thermen wurden während des 2. Jahrhunderts renoviert und erweitert, u. a. wurden viele Statuen ergänzt. Eine Aufwertung des Umfelds würde zu derartigen Maßnahmen passen. Der älteste Teil der Therme lässt sich mittels Ziegelstempeln auf das 1. Jahrhundert datieren. Münzfunde legen jedoch nahe, dass der Ort erst im 2. Jahrhundert als Kur- und Badeort überregionale Bedeutung erlangte und aufblühte. So ließen ein Legat aus der Provinz Asia und ein Senator Inschriften anlässlich ihrer Besuche hier aufstellen. Auch die architektonische Ausgestaltung passt nicht in die Zeit des Augustus, sondern findet ihre Entsprechung eher im 2. Jahrhundert.
Die Anordnung der Nischen über dem Tor könnte ferner an die Fenster eines Stadttors angelehnt sein. Bei einer Ausgrabung 1834 wurden in den Steinplatten im Tordurchgang deutlich sichtbare Fahrrillen dokumentiert, was ebenfalls für ein Stadttor oder einen vergleichbaren Durchgang spräche. Der Bogen bildet dieser Interpretation nach den Übergang zwischen einem öffentlichen Platz um den Tempel und dem abgeschlossenen Bereich der Thermen.
Ähnlich wie Balaruc-le-Vieux könnte Aix-les-Bains in eine Wohn- und eine Kurbadsiedlung unterteilt gewesen sein, die man durch den Torbogen betrat bzw. verließ. Es ist durchaus denkbar, dass Campanus zur Renovierung der Thermen beigetragen oder diese sogar veranlasst hatte, möglicherweise als Investition in ein lukratives Gewerbe. Dieser Lesart nach wäre der Bogen eine Art Aushängeschild und Eintrittstor, welches zeitgenössischen Stadttoren nachempfunden wurde. Diese waren auf der Außenseite üblicherweise reich dekoriert, auf der Innenseite jedoch schlicht gehalten. In den Nischen hätten sich dann wahrscheinlich Reliefporträts der darüber genannten Familienmitglieder befunden.

### Lokalpolitische Bedeutung
Die lokale Oberschicht wurde im Wesentlichen von der Familie Titia gestellt, für welche im 2. Jahrhundert 18 Familienangehörige durch Inschriften belegt sind. Die Familie des Campanus waren mit Sicherheit Auswärtige, wahrscheinlich aus Vienna, zu welchem Aix-les-Bains damals politisch gehörte. Eine mögliche Motivation für den prächtigen Bau ist daher, Campanus’ Einflussbereich in den Thermen vom Rest des Ortes abzugrenzen. Ebenso könnte es eine Herausforderung an oder eine Machtdemonstration gegenüber den Titiern aus dem nächstgelegenen übergeordneten politischen Zentrum gewesen sein.